# Woo Hye-mi
Woo Hye-mi (우혜미?, U Hye-miLR, U HyemiMR; Seul, 6 aprile 1988 – Seul, 21 settembre 2019) è stata una cantante sudcoreana. 
Conosciuta come una delle quattro concorrenti finali del talent show del 2012 The Voice of Korea.
Il 21 settembre 2019, Woo è stata trovata morta nella sua abitazione a Seul.

## Discografia

### EP
- 2019 – S.s.t

## Filmografia

### Televisione
- The Voice of Korea 1 (2012)